# 湊村 (和歌山県西牟婁郡)
湊村（みなとむら）は、和歌山県西牟婁郡にあった村。現在の田辺市の中心部、紀勢本線・紀伊田辺駅の北側および南東一帯にあたる。

## 地理
- 海洋：田辺湾
- 島嶼：旗島、蛭島
- 河川：会津川

## 歴史
- 1889年（明治22年）4月1日 - 町村制の施行により、湊村・神子浜村の各大部分および田辺城下の一部（新屋敷町の一部）の区域をもって発足。
- 1924年（大正14年）7月1日 - 田辺町・西ノ谷村と合併し、改めて田辺町が発足。同日湊村廃止。

## 交通

### 鉄道路線
現在は旧村域に紀勢本線の紀伊田辺駅が所在するが、当時は未開業。